# Boomerang (Sistema Móvil de Detección de Tirador)

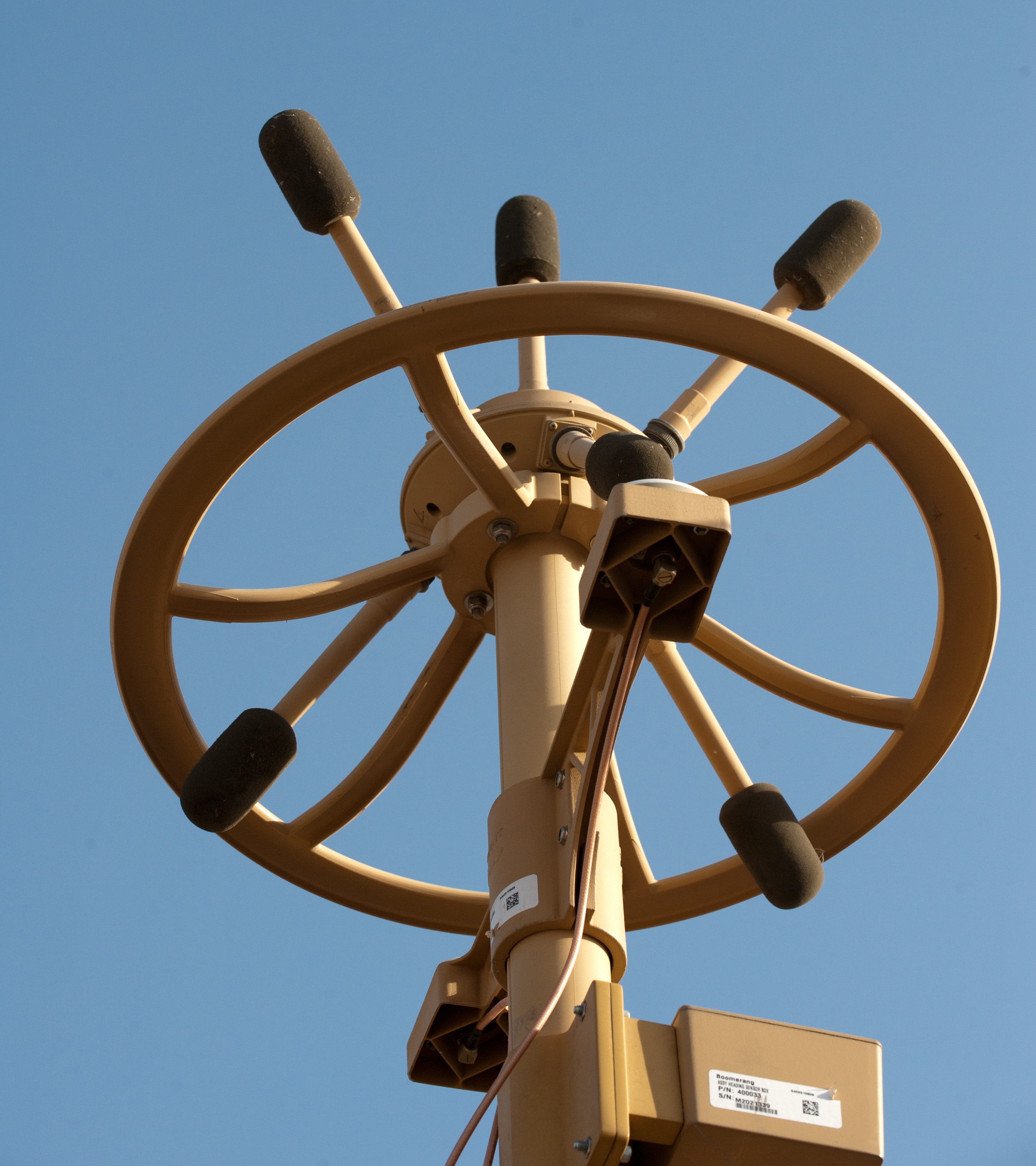
Sistema Boomerang 3

El Boomerang es un Sistema de Localización y Detección de Fuego desarrollado por el DARPA y el BBN Technologies, principalmente para ser utilizado contra francotiradores. Se instala en vehículos de combate como el Humvee, el Stryker y el MRAP. Hay planes futuros para integrarlo en el sistema Land Warrior.

## Desarrollo
El boomerang nació de un programa que el Pentágono inicio en el 2003, meses después de que la fase de combates mayores en la Guerra de Irak tuviera fin en mayo, pero en un momento en que era claro el incremento de la agresividad insurgente hacia las tropas estadounidenses. A menudo, las tropas en sus ruidosos humvees no sabían que se encontraban bajo fuego enemigo sino hasta que alguien resultaba herido. El secretario de defensa, Donald Rumsfeld, se acercó al DARPA y preguntó por soluciones a corto plazo que pudieran ser aplicadas en el conflicto. Se buscaba una solución que aunque no fuera perfecta, al menos fuera mejor que nada.